# Burg Gößweinstein
Burg Gößweinstein is een kasteel uit de middeleeuwen langs de rivier de Wiesent in de plaats Gößweinstein in de Duitse deelstaat Beieren.
Het kasteel is waarschijnlijk vernoemd naar de oprichter, graaf Gozwin. Hij werd gedood in 1065, nadat hij was binnengedrongen op het grondgebied van de bisschop van Würzburg.
Van 1348 tot 1780, was het kasteel de zetel van de bisschoppen van Bamberg.
In de Tweede Markgravenoorlog in 1553 werd het kasteel verwoest, waarna het weer herbouwd werd.
In 1803 werd het kasteel Beiers staatseigendom.